# 4:30 (singel Dawida Podsiadły)
4:30 – piosenka Dawida Podsiadły promująca ścieżkę dźwiękową dramatu wojennego pt. Kamienie na szaniec w reżyserii Roberta Glińskiego. Odsłuch singla został opublikowany przez Sony Music Entertainment Poland 28 stycznia 2014 w serwisie YouTube oraz tego dnia był przedpremierowo grany w radiowej Trójce, a od 3 lutego ruszyła ogólnopolska promocja radiowa piosenki.

## Tekst
Jest to pierwszy polski tekst piosenki napisany samodzielnie przez Dawida Podsiadłę. Nawiązuje do aresztowania 23 marca 1943 r. o godzinie 4:30 harcerza i dowódcy hufca Grup Szturmowych Szarych Szeregów, Jana Bytnara (pseudonim „Rudy”), bohatera książki Aleksandra Kamińskiego. 

Pisząc tekst myślałem o nim. Tragiczna historia głównego bohatera, jego odwaga bardzo mi zaimponowały

## Notowania
| Lista                           | Pozycja |
| ------------------------------- | ------- |
| Lista Przebojów Muzyki Filmowej | 1       |
| Lista Przebojów Trójki          | 3       |

## Teledysk
Obraz zrealizowany przez grupę Psychokino (reżyseria – Dorota Piskor, zdjęcia – Tomek Ślesicki) został opublikowany w serwisie Vevo 17 lutego 2014. Podsiadło pojawia się w teledysku jako pielęgniarz.